# راجر آلتمن
راجر آلتمن (انگلیسی: Roger Altman؛ زادهٔ ۲ آوریل ۱۹۴۶) سیاست‌مدار و کارآفرین اهل ایالات متحده آمریکا است، که در سال ۱۹۹۵ شرکت اورکور را تأسیس کرد.